# Bianchita
La bianchita és un mineral de la classe dels sulfats que pertany al grup de l'hexahidrita. Rep el seu nom en honor d'Angelo Bianchi (1892-1970), mineralogista italià al Consell Nacional de Recerca (CNR) i a la Universitat de Pàdua.

## Característiques
La bianchita és un sulfat de fórmula química ZnSO₄(H₂O)₆. Cristal·litza en el sistema monoclínic. La seva duresa a l'escala de Mohs és 2,5. És fàcilment soluble en aigua.
Segons la classificació de Nickel-Strunz, la bianchita pertany a «07.CB: Sulfats (selenats, etc.) sense anions addicionals, amb H₂O, amb cations de mida mitjana» juntament amb els següents minerals: dwornikita, gunningita, kieserita, poitevinita, szmikita, szomolnokita, cobaltkieserita, sanderita, bonattita, aplowita, boyleïta, ilesita, rozenita, starkeyita, drobecita, cranswickita, calcantita, jôkokuïta, pentahidrita, sideròtil, chvaleticeïta, ferrohexahidrita, hexahidrita, moorhouseïta, niquelhexahidrita, retgersita, bieberita, boothita, mal·lardita, melanterita, zincmelanterita, alpersita, epsomita, goslarita, morenosita, alunògen, metaalunògen, aluminocoquimbita, coquimbita, paracoquimbita, romboclasa, kornelita, quenstedtita, lausenita, lishizhenita, römerita, ransomita, apjohnita, bilinita, dietrichita, halotriquita, pickeringita, redingtonita, wupatkiïta i meridianiïta.

## Formació i jaciments
Va ser descoberta a les mines de Raibl, a Tarvisio, a la Província d'Udine (Friül - Venècia Júlia, Itàlia). També ha estat descrita en altres indrets d'Europa, Amèrica del Nord i Austràlia.